# Kazuki Anzai
Kazuki Anzai (安在 和樹 Anzai Kazuki?), född 7 augusti 1994 i Tokyo prefektur, är en japansk fotbollsspelare.
Anzai började sin karriär 2013 i Tokyo Verdy. Han spelade 144 ligamatcher för klubben. 2018 flyttade han till Sagan Tosu.